# Tamarix aravensis
Tamarix aravensis är en tamariskväxtart som beskrevs av Zoh. Tamarix aravensis ingår i släktet tamarisker, och familjen tamariskväxter. Inga underarter finns listade.